# Mariusz Lewandowski
Mariusz Lewandowski (pron. ˈmarjuʂ lɛvanˈdɔfski; Legnica, 18 maggio 1979) è un allenatore di calcio ed ex calciatore polacco, di ruolo centrocampista.

## Carriera

### Giocatore

#### Club
Gioca nella squadra ucraina dal 2001, dopo aver vestito le maglie di Zagłębie Lubin (1996-1999) e Dyskobolia Grodzisk (1999-2001), e ricopre il ruolo di centrocampista difensivo, distinguendosi per il carattere, per il tiro da fuori area micidiale, per il suo temperamento e agonismo divenendo così, dopo il ritiro dalla nazionale di Maciej Żurawski, il capitano della nazionale polacca. È conosciuto per le sue doti aeree e appunto per i suoi lanci precisissimi sia negli spazi che sui piedi.

#### Nazionale
Esordisce in Nazionale il 10 ottobre 2002 in un'amichevole vinta per 2-1 contro le Isole Far Oer. Il 16 novembre 2005 trova il primo gol contro l'Estonia e viene incluso nella lista dei convocati per il Mondiale 2006, dove gioca due partite contro Germania e Costa Rica.
Convocato anche per l'Europeo 2008, disputa tutte e tre le gare del girone. Continua a disputare gare con la sua nazionale sino all'ottobre del 2009, trovando anche il suo ultimo gol il 1 aprile 2009, nella gara vinta per 10-0 contro San Marino valevole per le qualificazioni ai Mondiali 2010.
Torna poi in nazionale nell'ottobre 2013, disputando le sue ultime due partite con la nazionale contro Ucraina e Inghilterra, lasciando poi il calcio giocato lo stesso anno.

### Allenatore
Dal 2017 è tecnico del Zaglebie Lubin, squadra di Ekstraklasa, il massimo campionato polacco, portandola all'ottavo posto nella stagione 2017-2018. Tuttavia il 29 ottobre 2018 viene esonerato.

## Palmarès

### Giocatore

#### Club

##### Competizioni nazionali
- Campionato ucraino: 5

Šachtar: 2001-2002, 2004-2005, 2005-2006, 2007-2008, 2009-2010
- Coppa d'Ucraina: 3

Šachtar: 2001-2002, 2003-2004, 2007-2008
- Supercoppa d'Ucraina: 2

Šachtar: 2005, 2008
- Perša Liha: 1

Sevastopol': 2012-2013

##### Competizioni internazionali
- Coppa UEFA: 1

Šachtar: 2008-2009

#### Individuale
- Calciatore polacco dell'anno: 1

2009